# توکای آبی لوئیزیانا
توکای آبی لوئیزیانا (نام علمی: Parkesia motacilla) یک چرخ‌ریسک‌نمای جهان جدید است که در شرق آمریکای شمالی تولیدمثل می‌کند و زمستان‌ها را در هند غربی و آمریکای مرکزی می‌گذراند. در روتنه قهوه‌ای ساده، در زیرتنه سفید، با رگه‌های سیاه و با پهلوها و دم نخودی که آن را از توکای آبی شمالی نزدیک متمایز می‌کند. زیستگاه‌هایی که ترجیح می‌دهد، نهرها و پیرامون آنها و دیگر مناطق خیس است.